# دردونغنج (غوهران)
دردونغنج (بالفارسية: دردونگنج) هي قرية تقع في إيران في قسم غوهران الريفي. يقدر عدد سكانها بـ 57 نسمة .